# Stachys byzantina
Stachys byzantina es una especie de planta de la familia Lamiaceae.  Se encuentra en estado silvestre en Eurasia : Irán, Turquía, Armenia y Azerbaiyán.

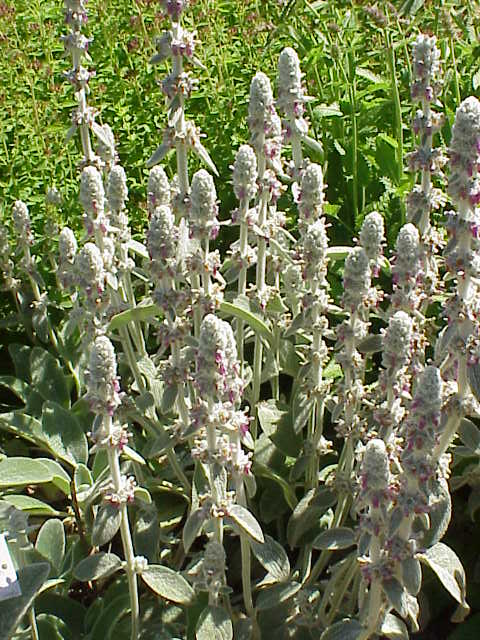
S. byzantina

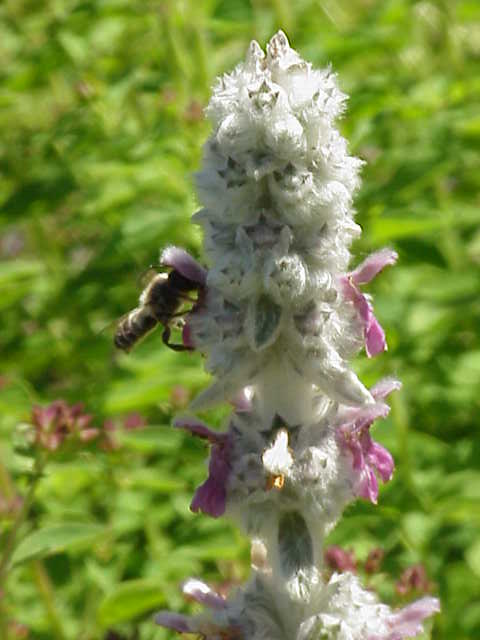
S. byzantina

Se cultiva en la mayor parte de las regiones templadas del mundo como una planta ornamental, se ha naturalizado en algunos lugares como un escape de los jardines. Las plantas, a menudo, se encuentran denominadas bajo el sinónimo Stachys lanata o Stachys olympica.

## Descripción
Las plantas producen tallos altos  con pocas hojas. Las flores son pequeñas, blancas o rosadas. Las plantas tienen hoja perenne, pero puede "morir" durante los inviernos fríos y regenerar un nuevo crecimiento en las coronas. En climas más cálidos pueden crecer durante todo el año, pero sufren cuando es excesivamente caliente y húmedo. Son fáciles de cultivar, prefiriendo la sombra parcial al pleno sol y los suelos bien drenados, no ricos en nitrógeno.
Son plantas herbáceas perennes, por lo general, densamente cubiertas de pelos de color gris o plata-blanco, sedosos o lanosos. Los tallos florales son erectos, a menudo ramificados, y tienden a ser tetrangulares, alcanzando los 40-80 cm de altura. Las hojas son gruesas y un poco arrugadas, densamente cubiertas en ambos lados de pelos de color gris-plata, sedoso-lanosos,  de color blanco plateado en la superficie superior. Las hojas son opuestas con los tallos largos de 5 a 10 cm. Las hojas pecioladas de 10 cm de largo y 2,5 cm de ancho (aunque existen variaciones en las formas cultivadas), los márgenes de las hojas son crenulados pero densamente cubiertas de pelos . Las espigas de flores tienen 10-22 cm de largo, produciendo verticilastros en el que cada uno tiene muchas flores y se apiñan en la mayor parte de la longitud de la espiga del tallo. Las hojas producidas en los tallos florales se reducen en tamaño y son subsésiles.

## Taxonomía
Stachys byzantina fue descrita por K.Koch y publicado en Linnaea 21: 686. 1848.
Etimología
Ver: Stachys
byzantina: epíteto geográfico que alude a su localización en Bizancio.
Sinonimia
- Stachys lanata Jacq., Icon. Pl. Rar. 1: 11, t. 107 (1787), nom. illeg.
- Eriostomum lanatum Hoffmanns. & Link, Fl. Portug. 1: 105 (1809).
- Stachys olympica Poir. in J.B.A.M.de Lamarck, Encycl., Suppl. 5: 226 (1817).
- Stachys taurica Zefir., Bot. Mater. Gerb. Bot. Inst. Komarova Akad. Nauk S.S.S.R. 14: 348 (1951).[7]